# Uniwersytet Fana Noliego
Uniwersytet Fana Noliego (alb. Universiteti Fan Noli) – albańska uczelnia publiczna, zlokalizowana w Korczy.
Uczelnia została założona w 1971 jako Wyższy Instytut Rolniczy w Korczy. Dyrektorem instytutu został Nesti Pela. W pierwszym roku akademickim studia podjęło 43 studentów. 7 stycznia 1992 instytut został przekształcony w uniwersytet. W 1994 roku Uniwersytet w Korczy został przemianowany na Uniwersytet Fana Noliego.
W skład uczelni wchodzą następujące jednostki administracyjne:
- Wydział Rolnictwa
- Wydział Ekonomii
- Wydział Pedagogiki i Filologii
- Wydział Nauk Przyrodniczych i Humanistycznych